# Astra (альбом)
«Astra» — второй студийный альбом  российской группы The Retuses, выпущенный в 2013 году на лейбле «Снегири Музыка».

## Об альбоме
Каждая песня здесь представляет собой монолог, отрывок из письма или эпитафию и посвящена конкретному человеку. Имена этих людей, а также конкретные факты и какие-либо детали Михаил Родионов намеренно не называет, предлагая каждому слушателю самостоятельно выстроить общую картину пластинки, которая может существенно отличаться от авторского замысла.
У «Astra» единый сюжет, а все входящие сюда песни взаимосвязаны между собой и названы именами созвездий. «Слово „Астра“ по-русски — это „цветок“, с латыни „Astra“ — это „звёзды“, — рассказывает Михаил Родионов — „Per aspera ad astra“ („Через тернии к звёздам“). А поскольку эта пластинка полна символизма, я решил, что нет наиболее подходящего и, вместе с тем, более древнего символа, чем звезды. Получилось такое говорящее название».
Практически все композиции были сведены Михаилом Родионовым у себя дома в Зеленограде. Он отверг все поступившие ему предложения о записи и сведении пластинки на профессиональных студиях и снова решил всё сделать самостоятельно, прокомментировав это решение так:
Со времен «Waltz Baltika!» у нас, конечно, многое что поменялось - технологически, и творчески. Сейчас практически все инструменты мы записали в нашей репетиционной студии, но, как и раньше, я сам все свожу дома. Просто я привык все делать самостоятельно, и мне это как-то легче. Я всегда был за домашнюю запись, и в этом плане у меня ничего не меняется.

## Список песен
| №                   | Название            | Автор(ы)            | Длительность |
| ------------------- | ------------------- | ------------------- | ------------ |
| 1.                  | «Dorado»            | Михаил Родионов     | 1:24         |
| 2.                  | «Pyxis»             |                     | 4:20         |
| 3.                  | «Cassiopeia»        |                     | 1:47         |
| 4.                  | «Virgo»             |                     | 2:43         |
| 5.                  | «Crux»              |                     | 3:01         |
| 6.                  | «Lyra»              | Уэй                 | 2:07         |
| 7.                  | «Gemini»            |                     | 3:00         |
| 8.                  | «Taurus»            |                     | 3:09         |
| 9.                  | «Triangulum»        |                     | 3:16         |
| 10.                 | «Hydra»             |                     | 2:27         |
| 11.                 | «Sagitta»           | Уэй                 | 3:17         |
| 12.                 | «Ara (Astra)»       |                     | 3:57         |
| 13.                 | «Aquarius»          |                     | 2:16         |
| 14.                 | «Monoceros»         |                     | 4:49         |
| Общая длительность: | Общая длительность: | Общая длительность: | 41:33        |

## Участники при создании альбома
- Михаил Родионов — вокал, труба, гитара, укулеле.